# Айвен Мюррей Джонстон
Айвен Мюррей Джонстон (англ. Ivan Murray Johnston 1898–1960) — американський ботанік, навчався у коледжі Помона (англ. Pomona College) міста Клермонт у Каліфорнії та у Гарвардському університеті.
Його колекції рослин розташовані у ботанічному саду ранчо Санта Ана (англ. Rancho Santa Ana Botanic Garden) Клермонта, та у гербарії Грея Гарвардського університету (англ. Harvard University Herbaria).
Його праці присвячені папоротникам та іншим судинним рослинам.

## Рослини, описані Джонстоном
- Argylia checoensis (Meyen) I.M.Johnst.
- Astragalus looseri I.M.Johnst.
- Astragalus sprucei I.M.Johnst.
- Baccharis taltalensis I.M.Johnst.
- Chaetanthera gnaphaloides I.M.Johnst.
- Centaurea atacamensis (Reiche)  I.M.Johnst. (=Centaurea floccosa var. atacamensis Reiche)
- Euplassa occidentalis I.M.Johnst.
- Fitzroya cupressoides (Molina) I.M.Johnston — Фіцройя кипарисоподібна
- Fouquieria diguetii (Tiegh.) I.M.Johnston
- Fuchsia hypoleuca I.M.Johnst.
- Leucophyllum frutescens (Berland.) I.M.Johnston
- Porlieria chilensis I.M.Johnst.

## Рослини, названі на честь Джонстона
- Mammillaria johnstonii (Britton & Rose) Orcutt